# بور (حضرموت)
بور (به عربی: بور) یک منطقهٔ مسکونی در یمن است که در استان حضرموت واقع شده‌است.